# Ніклас Дюргауґ
Ніклас Дюргауґ (6 липня 1987 , Тронгейм ) - норвезький лижник, дворазовий чемпіон світу в естафетах (2015 і 2017). Спеціалізується на дистанційних перегонах.

## Спортивна кар'єра
На Чемпіонаті світу 2015 року у Фалуні Дюргауґ переміг в естафеті 4×10 км, а в скіатлоні посів 7-ме місце.
У Кубку світу Дюргауґ дебютував 2009 року, у лютому 2012 року здобув першу в кар'єрі перемогу на етапі Кубка світу, в естафеті. Найкраще досягнення Дюргауґа в загальному заліку Кубка світу - 6-те місце в сезоні 2015-2016.

## Результати за кар'єру
Усі результати наведено за даними Міжнародної федерації лижного спорту.

### Олімпійські ігри
| Рік  | Вік | 15 км індивідуальні пер. | 30 км скіатлон | 50 км мас-старт | Спринт | 4 × 10 км естафета | Командна першість спринт |
| ---- | --- | ------------------------ | -------------- | --------------- | ------ | ------------------ | ------------------------ |
| 2018 | 30  | —                        | —              | 13              | —      | —                  | —                        |

### Чемпіонати світу
- 3 медалі – (2 золоті, 1 бронзова)

| Рік  | Вік | 15 км індивідуальні пер. | 30 км скіатлон | 50 км мас-старт | Спринт | 4 × 10 км естафета | Командна першість спринт |
| ---- | --- | ------------------------ | -------------- | --------------- | ------ | ------------------ | ------------------------ |
| 2015 | 27  | —                        | 7              | 13              | —      | Золото             | —                        |
| 2017 | 29  | Бронза                   | —              | —               | —      | Золото             | —                        |

### Кубки світу

#### Підсумкові місця в Кубку світу за роками
| Сезон | Вік | Місце в дисципліні | Місце в дисципліні | Місце в дисципліні | Місце в Скі Тур | Місце в Скі Тур | Місце в Скі Тур   | Місце в Скі Тур |
| Сезон | Вік | Загалом            | Дистанція          | Спринт             | Nordic Opening  | Тур де Скі      | Фінал Кубка світу | Скі Тур Канада  |
| ----- | --- | ------------------ | ------------------ | ------------------ | --------------- | --------------- | ----------------- | --------------- |
| 2010  | 22  | НК                 | НК                 | —                  | Н/Д             | —               | —                 | Н/Д             |
| 2011  | 23  | 140                | 88                 | —                  | —               | —               | —                 | Н/Д             |
| 2012  | 24  | 16                 | 16                 | 74                 | —               | 16              | 3                 | Н/Д             |
| 2013  | 25  | 105                | 67                 | НК                 | 31              | НФ              | —                 | Н/Д             |
| 2014  | 26  | 52                 | 48                 | НК                 | —               | 16              | —                 | Н/Д             |
| 2015  | 27  | 7                  | 6                  | 74                 | 9               | 6               | Н/Д               | Н/Д             |
| 2016  | 28  | 6                  | 3                  | 41                 | 5               | 8               | Н/Д               | НФ              |
| 2017  | 29  | 8                  | 5                  | 56                 | 12              | 10              | 3                 | Н/Д             |
| 2018  | 30  | 25                 | 24                 | НК                 | —               | 12              | 9                 | Н/Д             |

#### П'єдестали в особистих дисциплінах
- 1 перемога – (1 ЕКС)
- 7 п'єдесталів – (4 КС, 3 ЕКС)

| № | Сезон   | Дата               | Місце пров.            | Перегони                   | Рівень           | Місце |
| - | ------- | ------------------ | ---------------------- | -------------------------- | ---------------- | ----- |
| 1 | 2011–12 | 14–18 березня 2012 | Фінал Кубка світу      | Заг. залік                 | Кубок світу      | 3-тє  |
| 2 | 2015–16 | 29 листопада 2015  | Рука (Фінляндія)       | 15 км переслідування К     | Етап Кубка світу | 1-ше  |
| 3 | 2015–16 | 5 грудня 2015      | Ліллегаммер (Норвегія) | 15 км + 15 км скіатлон К/В | Кубок світу      | 2-ге  |
| 4 | 2015–16 | 9 січня 2016       | Val di Fiemme (Італія) | 15 км мас-старт К          | Етап кубка світу | 2-ге  |
| 5 | 2015–16 | 6 лютого 2016      | Осло (Норвегія)        | 50 км мас-старт К          | Кубок світу      | 2-ге  |
| 6 | 2016–17 | 18 березня 2017    | Квебек (Канада)        | 15 км мас-старт К          | Етап кубка світу | 2-ге  |
| 7 | 2016–17 | 17–19 березня 2017 | Фінал Кубка світу      | Заг. залік                 | Кубок світу      | 3-тє  |

#### П'єдестали в командних дисциплінах
- 2 перемоги – (2 Ес)
- 2 п'єдестали – (2 Ес)

| № | Сезон   | Дата           | Місце пров.            | Перегони                | Рівень      | Місце | Тов. по команді          |
| - | ------- | -------------- | ---------------------- | ----------------------- | ----------- | ----- | ------------------------ |
| 1 | 2011–12 | 12 лютого 2012 | Нове Место (Чехія)     | Естафета 4 × 10 км К/В  | Кубок світу | 1-ше  | Rønning / Сунбю / Нуртуґ |
| 2 | 2015–16 | 6 грудня 2015  | Ліллегаммер (Норвегія) | Естафета 4 × 7,5 км К/В | Кубок світу | 1-ше  | Голунд / Сунбю / Нуртуґ  |